# 小行星3588
小行星3588（英語：3588 Kirik）是一颗围绕太阳公转的小行星。1981年10月8日，柳德米拉·切爾尼赫在克里米亚发现了此天体。
这颗小行星的绝对星等为103.6592100701846等。